# Guignardia istriaca
Guignardia istriaca är en svampart som beskrevs av Bubák 1916. Guignardia istriaca ingår i släktet Guignardia och familjen Botryosphaeriaceae.   Inga underarter finns listade i Catalogue of Life.